# Френк Робинсон (кошаркаш)
Френк Робинсон (енгл. Franklin Marquieth Robinson; Комптон, 1. јун 1984) је бивши амерички кошаркаш. Играо је на позицији крила.

## Колеџ каријера
Робинсон је колеџ каријеру провео између универзитета Источна Каролина (једна сезона) и калифорнијског универзитета Фулертон. На Источној Каролини је бележио само 3,8 поена и 1,8 скокова по мечу, али је проглашен за играча који је највише напредовао у екипи, а прави успон уследио је на Фулертону. Робинсон је на овом универзитету доста напредовао у дефанзиви, и из године у годину је прикупљао разна признања. Најпре је био најбољи шести играч „Биг Вест” конференције, затим је одвео Фулертон на завршни НЦАА турнир први пут након 30 година.

## Професионална каријера
Није изабран на НБА драфту 2008. године. Професионалну каријеру је почео у екипи Унион Олимпије, где је имао прилике да игра и у Евролиги. Олимпију је напустио крајем фебруара 2009. и прешао у немачки Лудвигсбург до краја сезоне. За сезону 2009/10. се вратио у САД и играо у НБА развојној лиги са Лос Анђелес дефендерсима. Следе две сезоне у Израелу где је наступао у Макаби Хаифи и Хабики. У сезони 2012/13. променио је чак три тима. Почео је у Прокому (одиграо 7 мечева у Евролиги), затим прешао у Будивељник а у фебруару 2013. одлази у немачки с. Оливер баскетс до краја сезоне. У сезони 2013/14. је играо за фински клуб Бизонс Лоима. Са њима је играо и у Еврокупу где је бележио просечно 15 поена по мечу. Сезону 2014/15. је провео у два клуба. Током јесени 2014. је играо за грчки Панелефсинијакос, а од 2015. је наступао у Израелу за екипу Ирони Нахарије. У сезони 2015/16. активан је био само у периоду фебруар-март и одиграо је тек шест такмичарских утакмица за турског друголигаша Истанбул ДСИ. Крајем јула 2016. потписао је уговор са Партизаном. Није успео да пружи партије које би задовољиле челнике клуба па је пред почетак Суперлиге раскинут уговор са њим. За београдски тим је наступио на 23 од 29 утакмица АБА лиге (просечно је бележио 4,7 поена, 2,2 скока и 1,7 асистенција, уз шут из игре 38 одсто) и на 12 од 14 мечева ФИБА Лиге шампиона (5,8 поена, 3,6 скокова и 2,2 асистенције, уз шут из игре 36 одсто). Током сезоне 2017/18. је играо у Уругвају за Клуб Малвин и у Јужној Кореји за Чангвон. У октобру 2018. године објавио је да завршава играчку каријеру.

## Успеси

### Клупски
- Унион Олимпија:
  - Куп Словеније (1) : 2009.

## Статистика
Напомена: Евролига није једино такмичење у којем је играч учествовао, играо је и у домаћим такмичењима

### Евролига
| Сезона   | Екипа          | ОУ | СУ | МПУ  | ПШ%  | 3П%  | СБ%  | СПУ | АПУ | УПУ | БПУ | ППУ | ИПУ |
| -------- | -------------- | -- | -- | ---- | ---- | ---- | ---- | --- | --- | --- | --- | --- | --- |
| 2008–09  | Унион Олимпија | 8  | 5  | 20.2 | .588 | .143 | .579 | 3.3 | .6  | .5  | .0  | 6.8 | 4.4 |
| 2012–13  | Проком Гдиња   | 7  | 4  | 20.2 | .407 | .269 | .50  | 3.7 | .6  | .6  | .0  | 7.4 | 5.9 |
| Каријера |                | 15 | 9  | 20.2 | .382 | .242 | .541 | 3.5 | .6  | .5  | .0  | 7.1 | 5.1 |